# Mikulášovice dolní nádraží
Mikulášovice dolní nádraží je železniční stanice, která se nachází na hranici města Mikulášovice a obce Vilémov. Stanicí prochází železniční trať Rumburk–Sebnitz a končí zde trať Rumburk – Panský – Mikulášovice. Staniční budova pochází z roku 1884 a leží v nadmořské výšce 380 m n. m.

## Historie
Železniční stanice Mikulášovice dolní nádraží je v provozu od roku 1884, kdy se stala konečnou stanicí prodloužené trati z Rumburku a Šluknova. Investorem a původním vlastníkem byla společnost Böhmische Nordbahn-Gesellschaft (česky Česká severní dráha). Do pravidelného provozu byla stanice uvedena 14. prosince 1884. V roce 1902 se stalo nádraží konečnou stanicí nově vybudované dráhy Rumburk – Panský – Mikulášovice společnosti Nordböhmische Industriebahn (česky Severočeská průmyslová dráha). Protože se obě železniční společnosti nedohodly na společném užívání nádraží, postavila Severočeská průmyslová dráha vlastní staniční budovu, vzdálenou asi 100 metrů od budovy České severní dráhy. Obě nádražní budovy spojovala ocelová lávka přemosťující kolejiště. Roku 1904 se staly Mikulášovice dolní nádraží průjezdní stanicí, když byla starší z tratí prodloužena do Dolní Poustevny a o rok později do saského města Sebnitz.
Vznik samostatného Československa se ve stanici neobešel bez komplikací. Na konci listopadu 1918 vstoupili její zaměstnanci do stávky, provoz obnovili až českoslovenští vojáci v polovině prosince téhož roku. K 1. lednu 1924 přejmenovaly Československé státní dráhy stanici na současný název Mikulášovice dolní nádraží, který nahradil dřívější německý název Nixdorf Unterer Bahnhof. V této době se již užívala pouze původní staniční budova. Z budovy Severočeské průmyslové dráhy se stal obytný dům pro zaměstnance drah. Ve 30. letech 20. století nahradilo nové elektrické osvětlení původní plynové lampy, v roce 1935 přestala sloužit svému původnímu účelu výtopna a nadále byla využívána jen jako garáž.
V poválečném období prošlo nádraží řadou změn. V 80. letech 20. století přibyla k výpravní budově přístavba a vedlejší obytná budova. V druhé dekádě 21. století zanikl původní, z části dřevěný sklad. Provozovatel nádraží, Správa železnic, provedl v letech 2019–2020 rekonstrukci nádraží (vyjma budov) v hodnotě 119 milionů Kč, během které došlo ke změně celkové dispozice kolejiště, vybudování nástupišť a nového zabezpečení přejezdů.
V letech 2019–2020 prošla stanice celkovou rekonstrukcí zahrnující kompletní přestavbu kolejiště, výstavbu nového zabezpečovacího zařízení a obnovu fasády výpravní budovy. Celkové odhadované náklady projektu činily 138 114 387 Kč bez DPH.

## Popis
Většina plochy nádraží, včetně staniční budovy (čp. 130), leží v katastrálním území Vilémov u Šluknova. V Mikulášovicích se nachází pouze jižní část nádraží, včetně původní nádražní budovy Severočeské průmyslové dráhy (čp. 604). Areál doplňují garáž pro motorové vlaky (původní výtopna), ubytovna a vlečka do areálu zbořeného závodu podniku Mikov. Stanice disponuje třemi průjezdnými dopravními kolejemi. Ve stanici se neprodávají jízdenky.

### Konfigurace kolejiště
Ve stanici jsou tři dopravní koleje (1., 3., 5.) a dvě koleje manipulační (7., 5a), přičemž všechny dopravní koleje jsou průjezdné a všechny koleje manipulační jsou kusé. Ve stanici je celkem 5 výhybek. Výhybky pro jízdu na dopravní koleje jsou přestavované elektromotoricky, výhybky a výkolejky na manipulačních kolejích jsou přestavovány ručně – klíče od výkolejkových zámků jsou drženy v elektromagnetickém zámku v pomocném stavědle PSt.1. Odjezdová návěstidla jsou umístěna u všech dopravních kolejí přímo u koleje a platí pouze pro jednu kolej – výprava vlaků se provádí návěstí hlavního návěstidla.
Do stanice jsou zaústěny tři traťové koleje – od Velkého Šenova (vjezdové návěstidlo L), Dolní Poustevny (vjezdové návěstidlo S) a Panského (vjezdové návěstidlo PS). Vjezd/odjezd vlaků od/do Panského je možný pouze na kolej č. 5, tudíž ve směru do Panského není možné křižování a předjíždění. Vjezd/odjezd vlaků od/do Velkého Šenova je možný na koleje 1. a 3. a vjezdy/odjezdy od/do Dolní Poustevny jsou možné ze všech dopravních kolejí.
Ve stanici jsou vybudována dvě vysoká nástupiště (550 mm nad TK – bezbariérově přístupná), jedno vnější u 1. koleje a jedno poloostrovní mezi 3. a 5. kolejí (přístup je zajištěn centrálním přechodem vybaveným výstražným zařízením pro přechod kolejí - VZPK).

### Zabezpečovací zařízení
Stanice je vybavena zabezpečovacím zařízením 3. kategorie – reléovým zabezpečovacím zařízením AŽD-71 ovládaným z JOP REMOTE 98 (tzv. dispečerské reléové stavědlo RZZ-DRS), stanice je tedy obsazena pouze výpravčím. Ten je zároveň dirigujícím dispečerem pro tratě Šluknov – Mikulášovice dolní n. – Dolní Poustevna, Rumburk – Panský – Mikulášovice dol. n. a Panský – Krásná Lípa.
Všechny tratě zaústěné do této stanice nejsou vybaveny traťovým zabezpečovacím zařízením a jsou provozovány zjednodušeným řízením podle předpisu D3.

## Provoz
Na trati 083 Rumburk–Sebnitz projíždí vlaky linky U28 (Rumburk – Děčín hl. n.) v pravidelném dvouhodinovém taktu, přičemž vlaky se ve stanici Mikulášovice dolní nádraží pravidelně křižují. Provoz mezistátních vlaků zajišťují motorové jednotky řady 642 Siemens Desiro od DB Regio. 
Na trati 084 jezdí vlaky turistické linky T2, a to pouze v turistické sezoně (od dubna do října o víkendech a ve státní svátky). Dopravu osobních vlaků zajišťuje motorová jednotka 642 ČD. Dopravcem pravidelných osobních vlaků na obou tratích jsou České dráhy.
V dubnu 2021 získala stanice přímé spojení s Prahou prostřednictvím Lužickohorského rychlíku (linka T10) společnosti KŽC Doprava. Rychlík zajišťuje spojení Prahy s oblastí Máchova kraje, Lužickými horami a Šluknovským výběžkem. Jezdí v období platnosti SELČ o víkendech a svátcích a je na něj nasazována souprava tvořená lokomotivou řady 749, vozem B a vozem RBDs, který je vybaven barovým oddílem.

## Turistika
Přibližně 300 metrů od staniční budovy východním směrem se nachází autobusová zastávka Mikulášovice, železniční stanice dolní nádraží. Kolem nádraží prochází modře značená turistická trasa směřující k vilémovskému kostelu a na druhou stranu na vrchol Tanečnice (599 m n. m.).

## Galerie

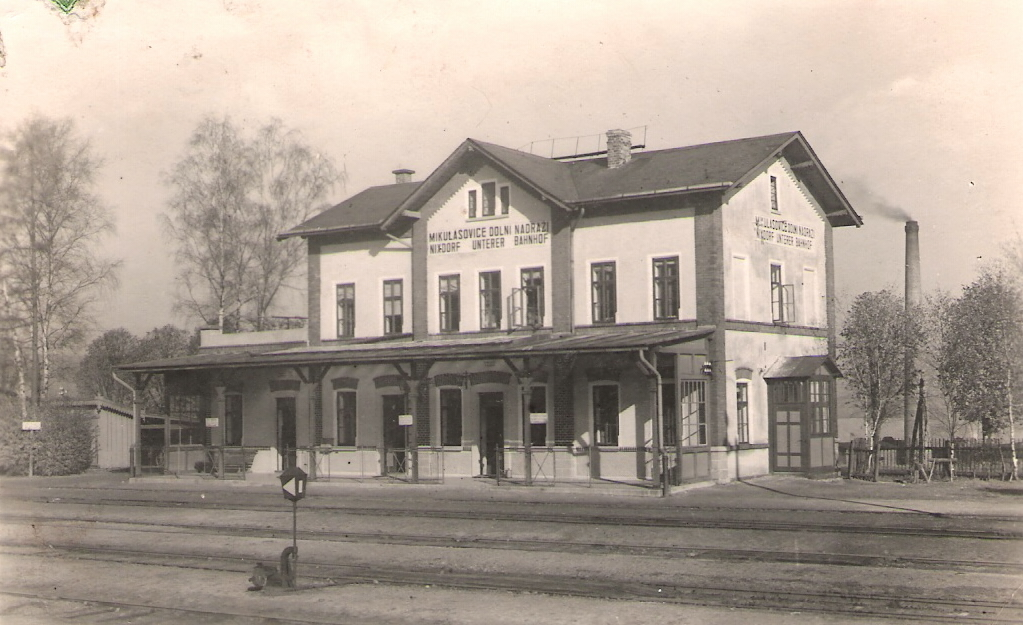
Staniční budova na historickém snímku
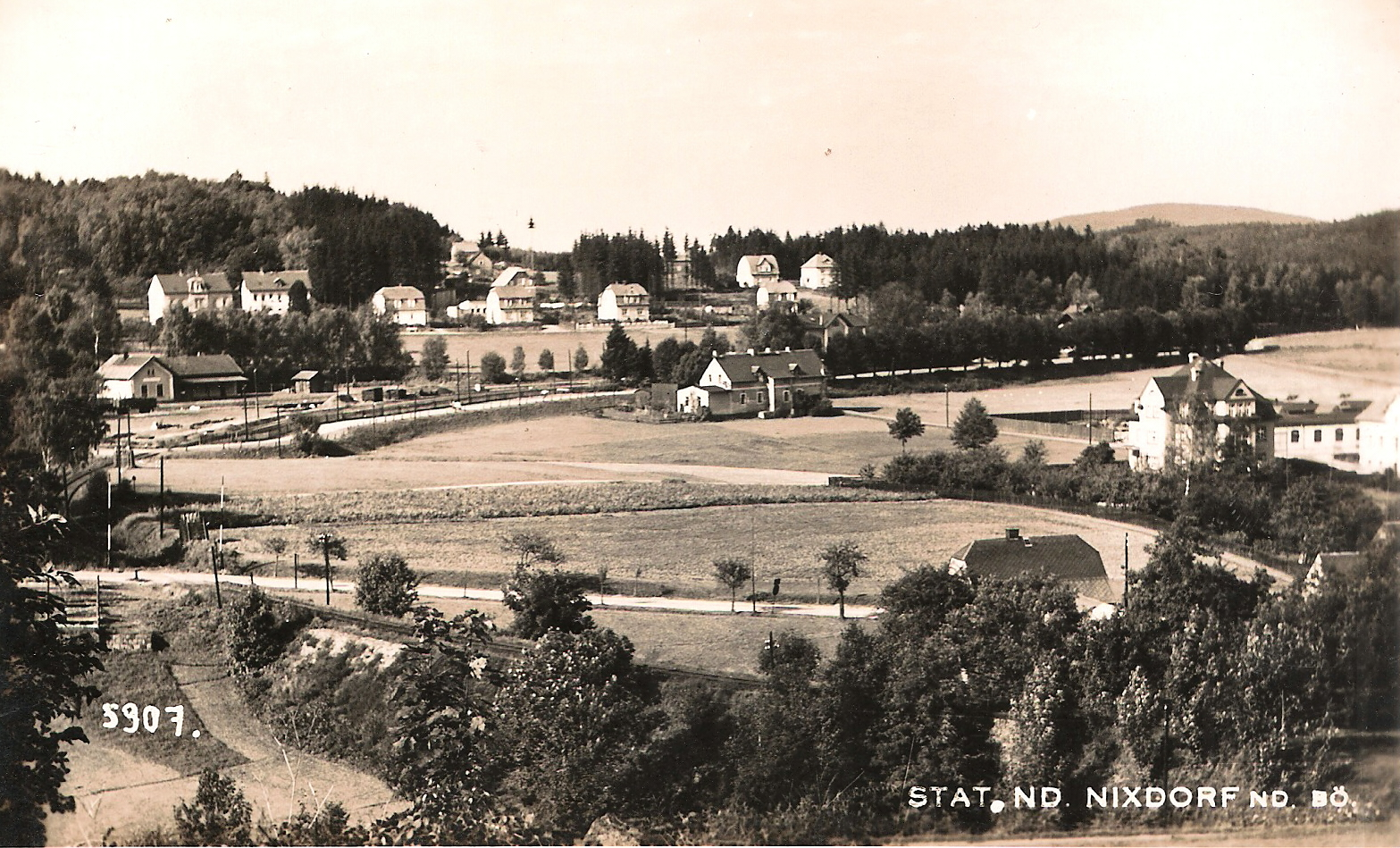
Nádraží na historickém snímku
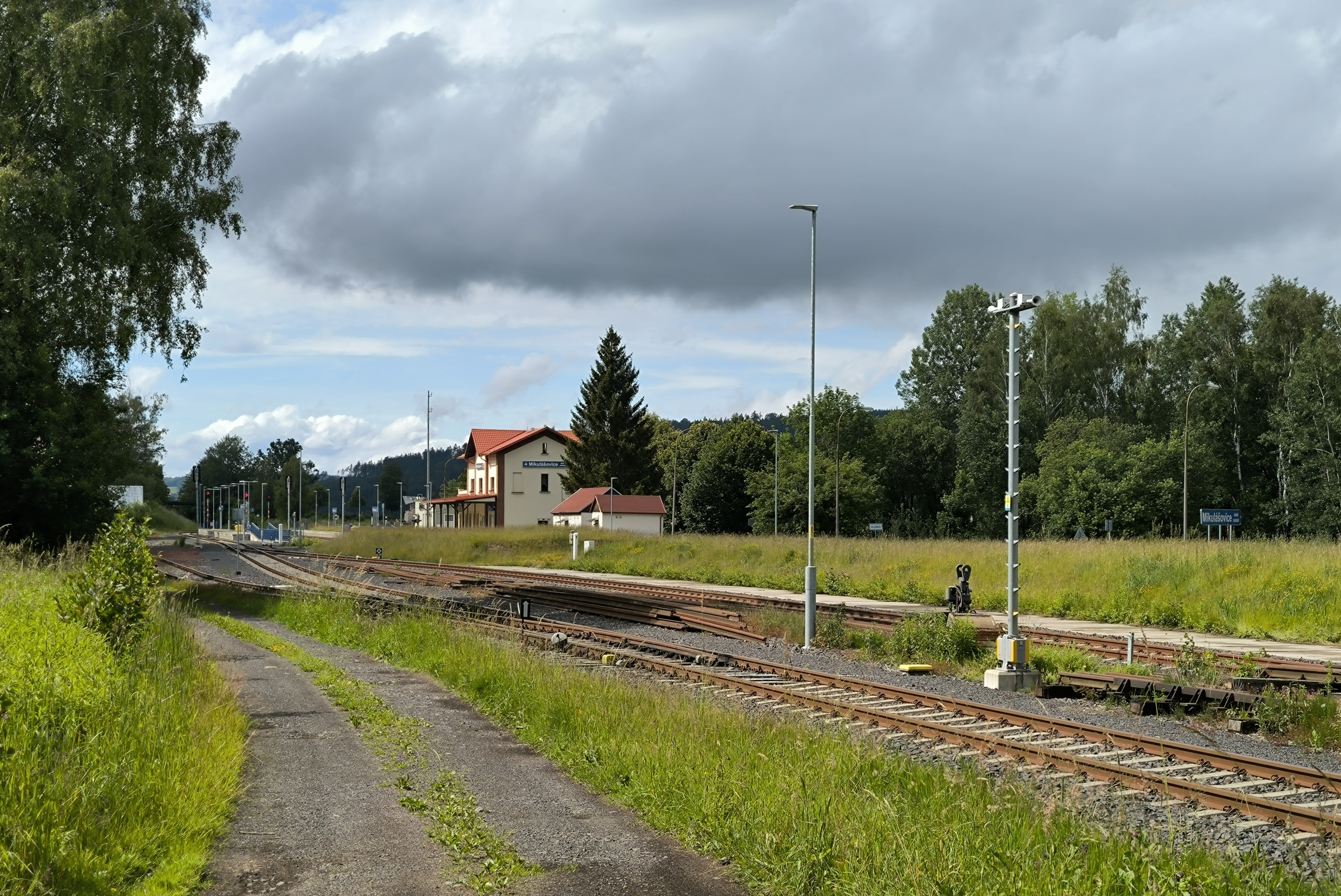
Pohled od jihovýchodu
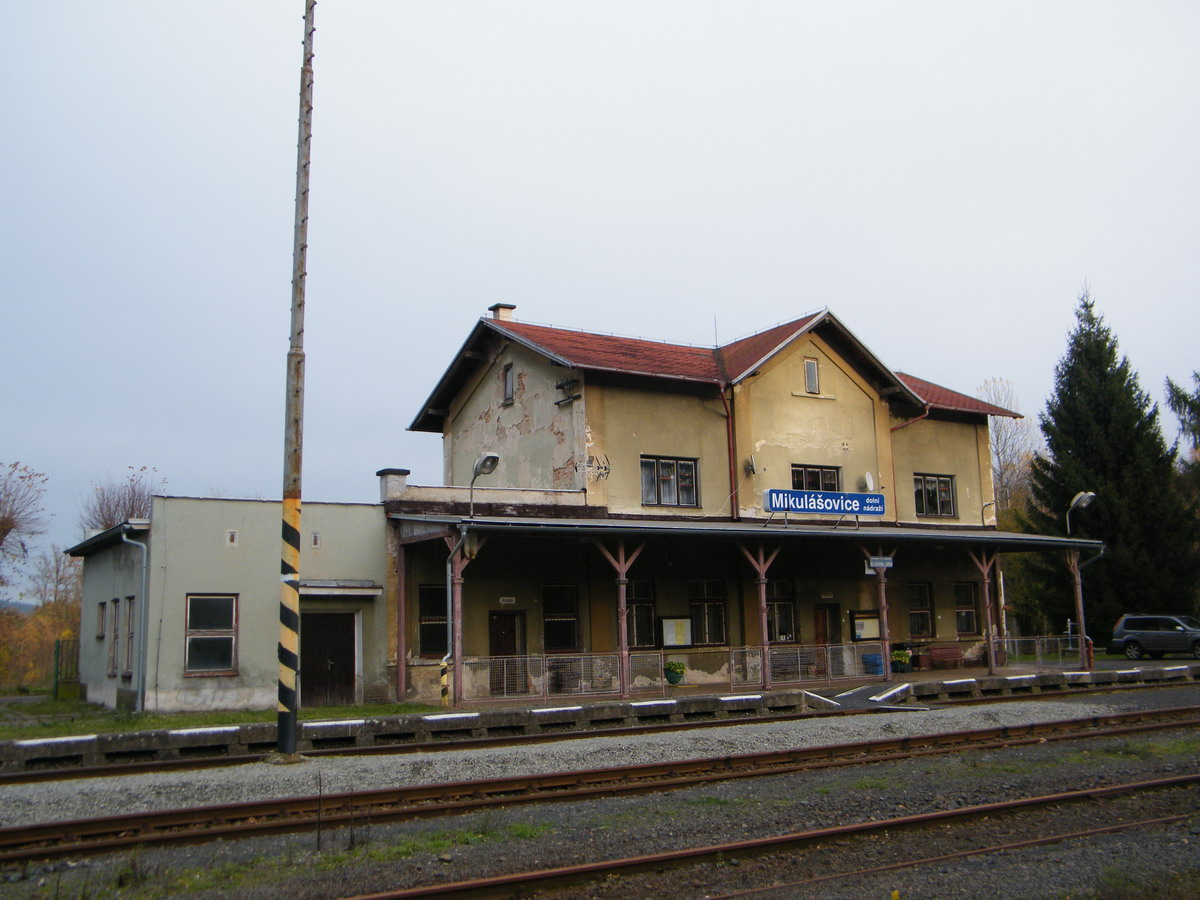
Staniční budova před rekonstrukcí
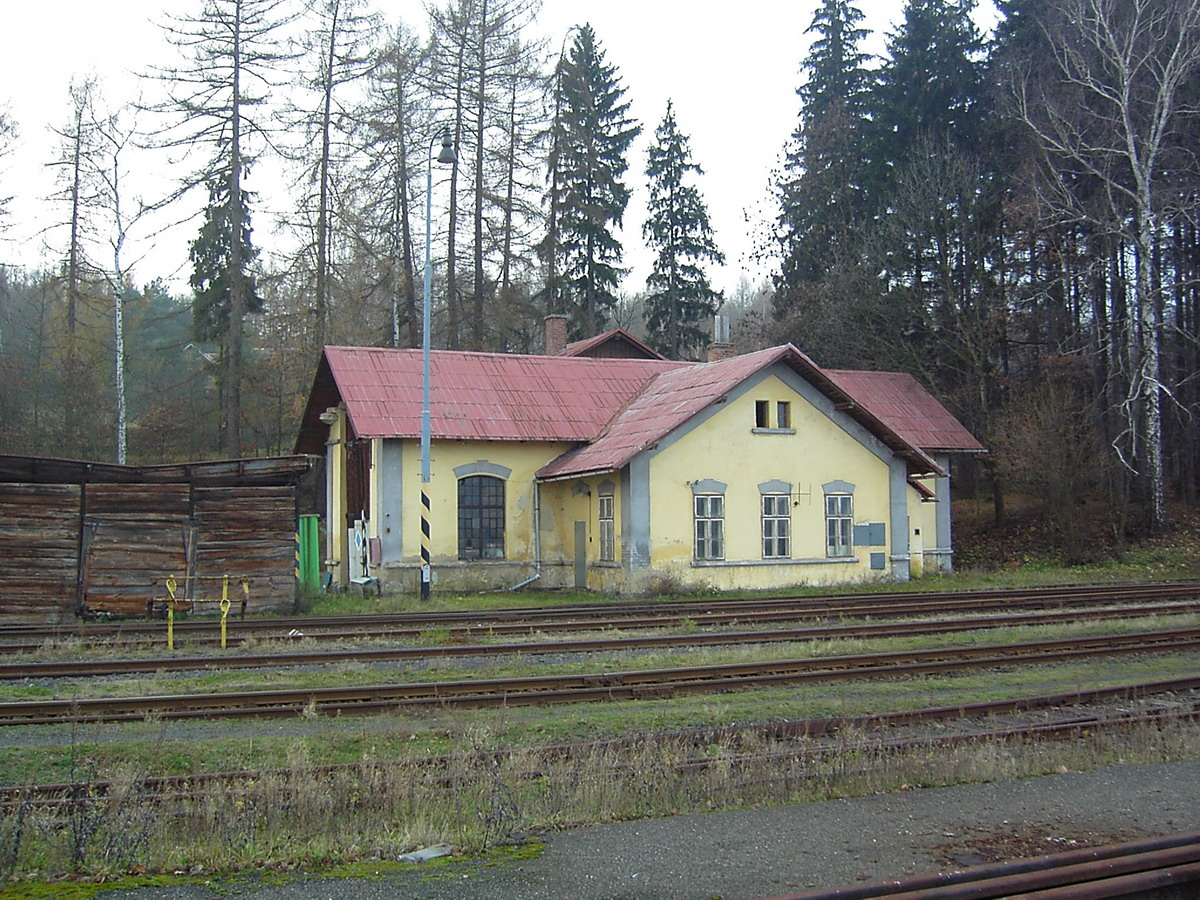
Bývalá výtopna
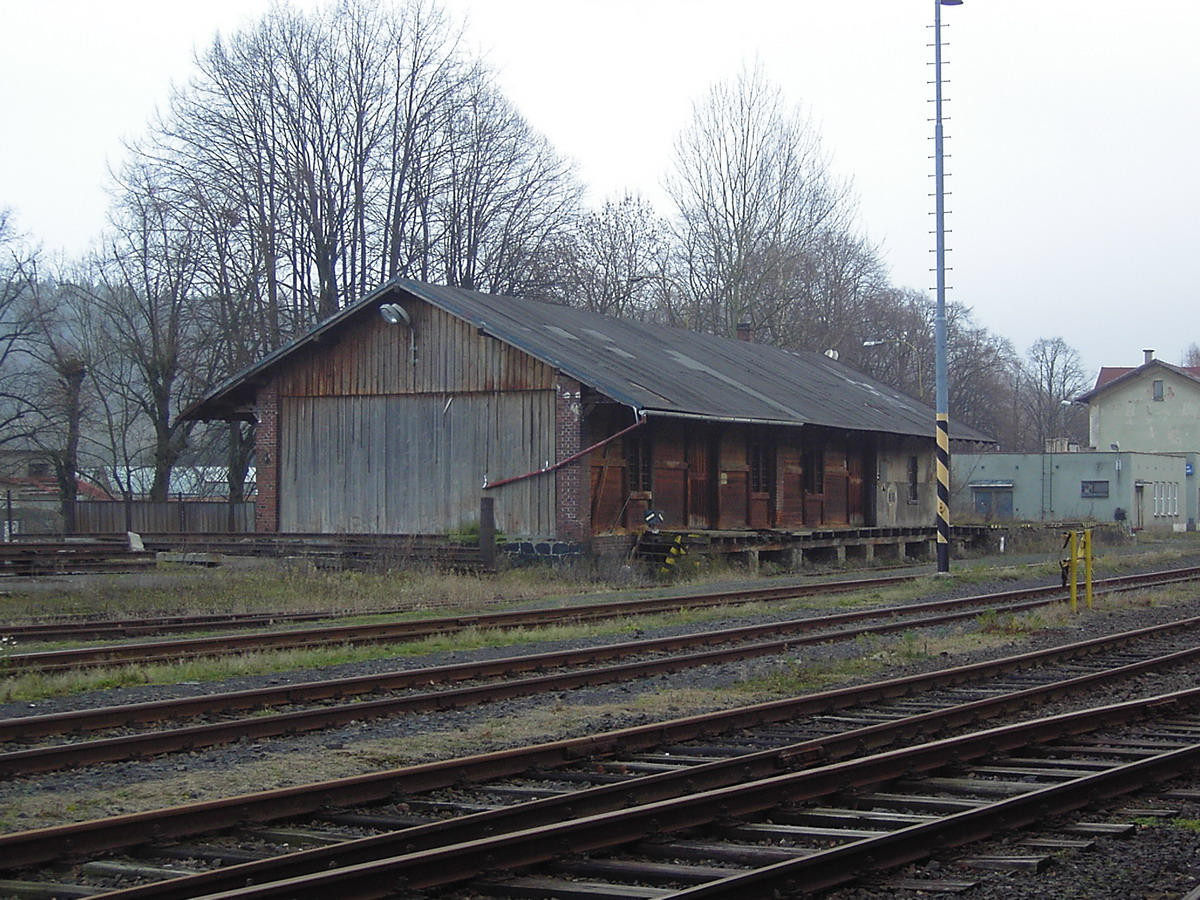
Původní sklad
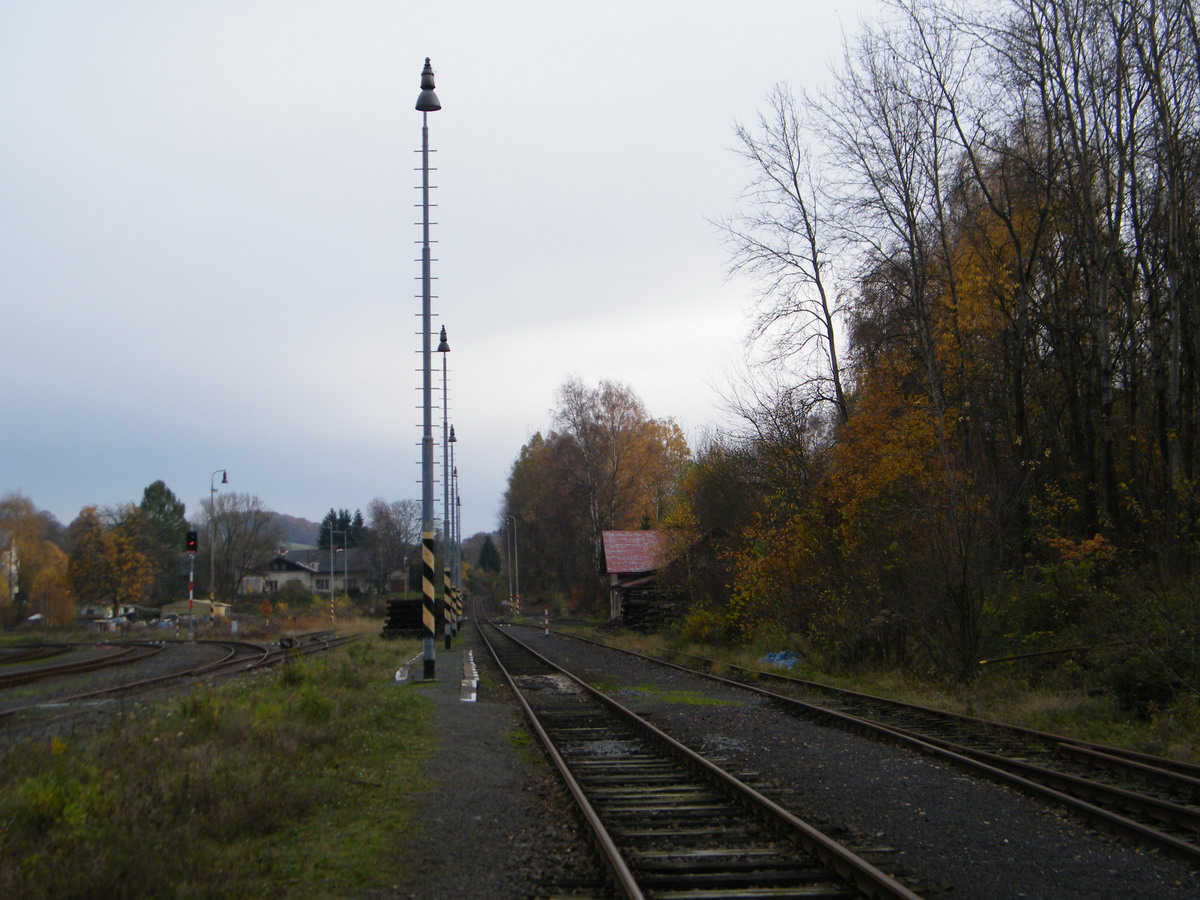
Pohled na trať ve směru Panský
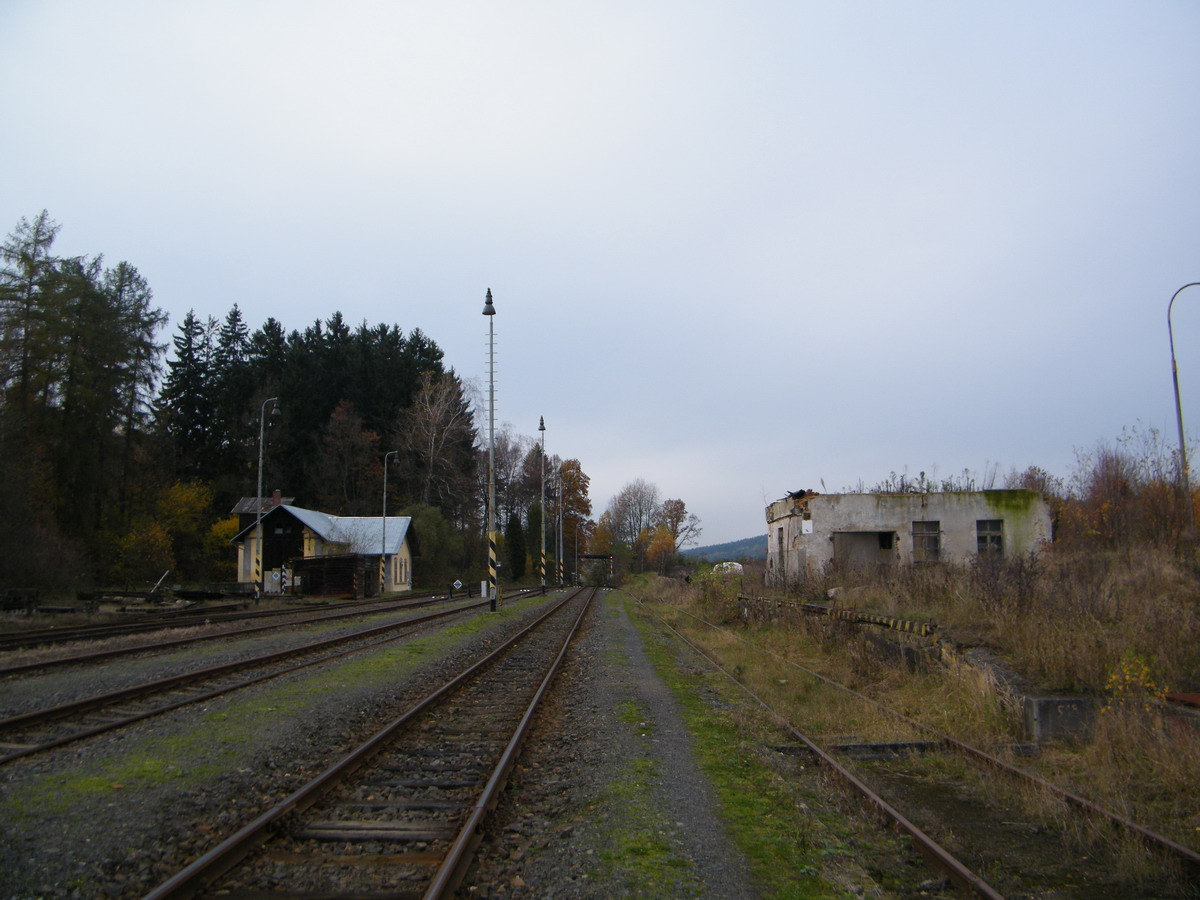
Pohled na trať ve směru Dolní Poustevna
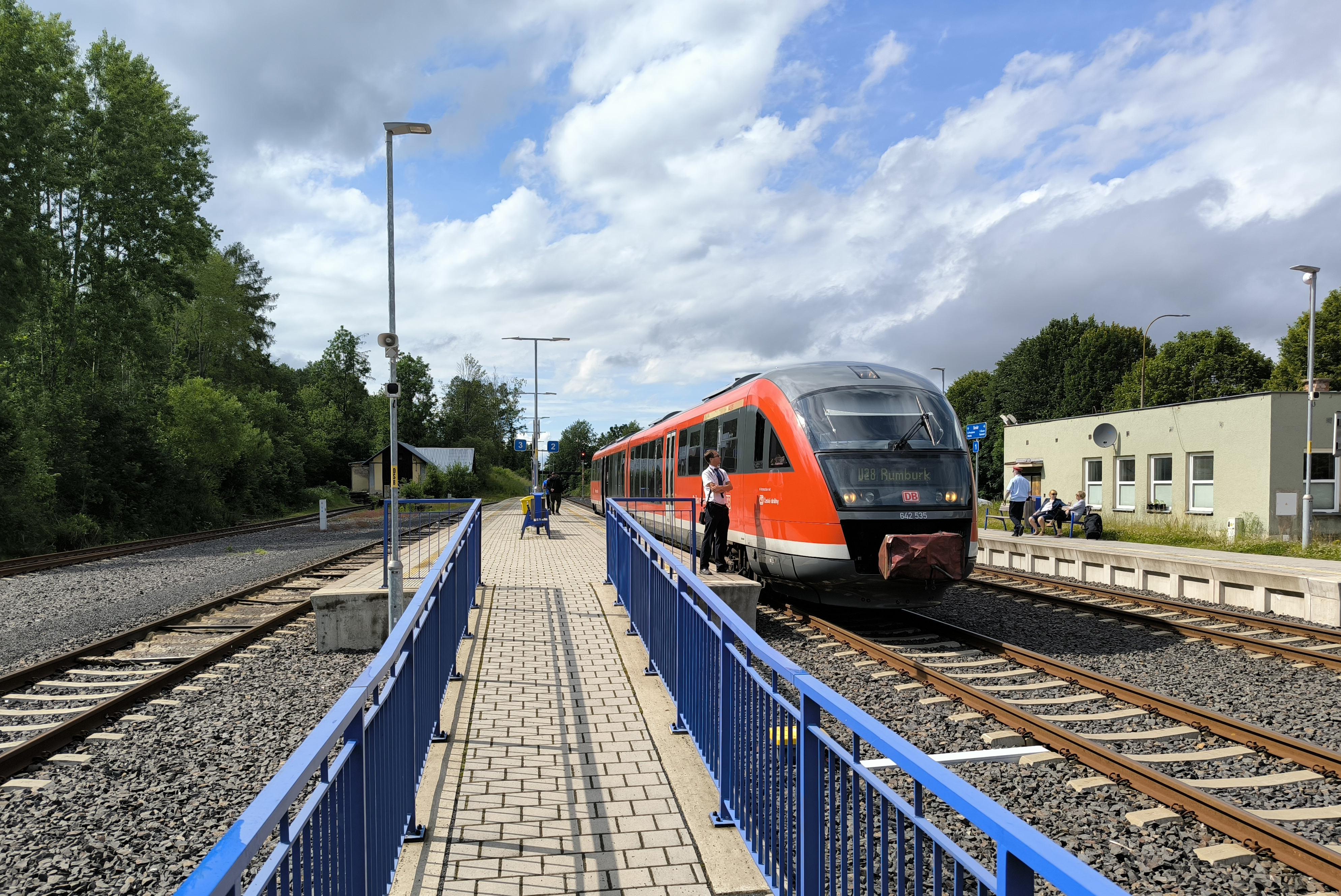
Jednotka DB řady 642 ve stanici
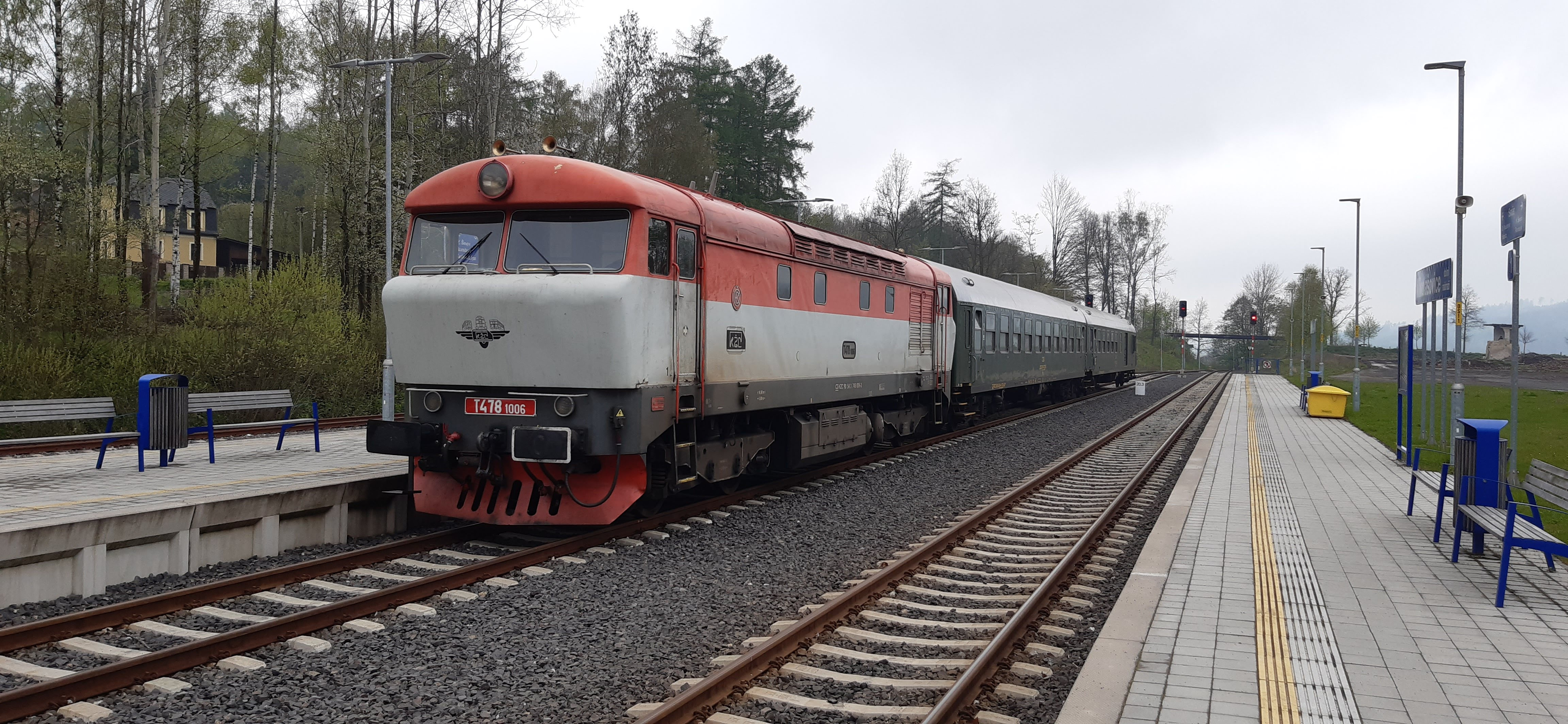
Lužickohorský rychlík ve stanici Mikulášovice dolní nádraží